# Richard Rodney Bennett
Sir Richard Rodney Bennett (ur. 29 marca 1936 w Broadstairs w hrabstwie Kent, zm. 24 grudnia 2012 w Nowym Jorku) – brytyjski kompozytor i pianista.

## Życiorys
Jego matka, Joan, była pianistką i uczennicą Gustava Holsta, ojciec Rodney Bennett natomiast autorem książek dla dzieci. W latach 1953–1956 studiował w Królewskiej Akademii Muzycznej u Howarda Fergusona i Lennoxa Berkeleya. Od 1957 do 1958 roku uczył się prywatnie w Paryżu u Pierre’a Bouleza. Był wykładowcą Królewskiej Akademii Muzycznej (1963–1965) i Peabody Institute w Baltimore (1970–1971). W 1977 roku został odznaczony Orderem Imperium Brytyjskiego, a w 1998 roku otrzymał tytuł szlachecki.
Muzyka Bennetta charakteryzuje się zachowawczymi tendencjami stylistycznymi. We wczesnych kompozycjach eksperymentował z dodekafonią, dość wcześnie jednak zwrócił się ku postromantycznej liryce. Skomponował m.in. dwie symfonie (1966, 1968), Calendar for Chamber Ensemble (1960), koncert gitarowy (1970), cztery kwartety smyczkowe, The Approaches of Sleep na 4 głosy wokalne i 10 instrumentów (1959), opery The Ledge (1961), The Mines of Sulphur (1965), A Penny for a Song (1967).
Napisał muzykę do ponad 50 filmów, m.in. Mikołaj i Aleksandra (1971), Morderstwo w Orient Expressie (1974), Jeździec (1977), Czarowny kwiecień (1991), Cztery wesela i pogrzeb (1994). Za ścieżki dźwiękowe do filmów Z dala od zgiełku (1967), Mikołaj i Aleksandra (1971) i Morderstwo w Orient Expressie (1974) otrzymał nominacje do Oscara.